# 彼得·蒂波尔德
彼得·蒂波尔德（德語：Peter Tiepold，1945年11月15日—），德国男子拳击运动员。他曾代表东德参加1968年和1972年夏季奥林匹克运动会拳击比赛，其中1972年奥运会获得一枚铜牌。